# 尖齿离蕊茶
尖齿离蕊茶（学名：Camellia acutiserrata）是山茶科山茶属的植物。分布在中国大陆的云南、贵州等地，生长于海拔900米的地区，多生在山地，目前尚未由人工引种栽培。